# Аргументи максимізації та мінімізації
Аргуме́нт максиміза́ції (argmax або arg max) — значення аргументу, при якому даний вираз досягає максимуму. Іншими словами, {\displaystyle {\underset {x}{\operatorname {argmax} }}\,f(x)} — є значення {\displaystyle x~}, при якому {\displaystyle f(x)~} досягає свого найбільшого значення. Є розв'язком задачи максимізації функції скінченної кількості аргументів .
{\displaystyle {\underset {x}{\operatorname {argmax} }}\,f(x)\quad \in \quad \{x\ |\ \forall y:f(y)\leq f(x)\}}
Аргумент максимізації визначається єдиним чином тоді і лише тоді, коли максимум досягається в єдиній точці:
{\displaystyle x_{0}={\underset {x}{\operatorname {argmax} }}\,f(x)\Leftrightarrow \max f(x)=f(x_{0})}
Якщо ж максимум досягається в декількох точках, то argmax може бути розширений до набору розв'язків.
Аргуме́нт мініміза́ції (argmin або arg min) — аргумент, при якому даний вираз досягає мінімуму.
{\displaystyle {\underset {x}{\operatorname {argmin} }}\,f(x)\quad \in \quad \{x\ |\ \forall y:f(y)\geq f(x)\}}

## Приклади
- {\displaystyle {\underset {x\in \mathbb {R} }{\operatorname {argmax} }}(x(10-x))=5}, так як максимум функції, рівний 25, досягається при {\displaystyle x=5~}.
- {\displaystyle {\underset {x\in [0,4\pi ]}{\operatorname {argmax} }}\,\cos(x)=\{0,2\pi ,4\pi \}}, так як {\displaystyle \max {\cos x}=1~} на відрізку {\displaystyle [0,4\pi ]} досягається при {\displaystyle x=0,2\pi ,4\pi ~}